# Эвора, Сезария
Сеза́рия Э́вора (порт. Cesária Évora; по прозвищу «босоногая дива»; 27 августа 1941[…], Минделу, Кабо-Верде — 17 декабря 2011[…], Минделу, Кабо-Верде) — певица из Кабо-Верде, исполнительница морны, фаду и модиньи. Пела на кабо-вердианском креольском. Акустическое обрамление голосу составляли рояль, гавайская гитара, аккордеон, скрипки и кларнет.
Выступала певица всегда босиком — символическая дань бедности, в которой жили (и почти половина продолжает жить) её земляки на Кабо-Верде. Певица ходила босиком и в жизни, на протяжении многих лет. Она обувалась лишь в сандалии во время поездок по странам с умеренным климатом.

## Биография
Сезария Эвора родилась 27 августа 1941 года в Минделу в семье музыканта Жустину да Круза Эворы и кухарки Доны Жуаны. В 1948 году её отец умер, и чтобы хоть как-то облегчить свою участь, мать отдала Сезарию в приют. Повзрослев, Сезария вернулась домой и стала помогать матери. С 1958 года, то есть с 17-летнего возраста, Сезария Эвора работала в музыкальных барах Минделу. Первоначально исполняла песни в стиле «морна» (порт. morna) — жанр, традиционный для Кабо-Верде, а также «фаду» (порт. fado), африканские песни и коладера.
Свой первый сольный альбом певица записала в 43 года в Лиссабоне. Первым продюсером Эворы стал другой известный певец — кабовердец Титу Париш. Там же в Лиссабоне, в ресторане «Enclave» (где собирался клуб лиссабонских кабовердианцев), её услышал Жозе да Силва, француз с кабовердианскими корнями, и был покорён её голосом так, что посвятил три года тому, чтобы сделать её знаменитой. Он привёз уже 47-летнюю певицу во Францию. С этого момента началось её сотрудничество с «Lusafrica».
В начале 1980-х годов Сезария Эвора начала тур по Европе. А уже в 1988 году она стала знаменита на весь мир. Особое признание певица получила после выхода её четвёртого альбома «Miss Perfumado» в 1992 году. Альбом 1995 года «Cesária» принес ей международный успех и первую номинацию на премию «Грэмми».
Первое выступление певицы в России состоялось в апреле 2002 года в театре Анатолия Васильева на Сретенке. Этот концерт был закрыт для широкой публики и официально о визите не сообщалось. Второй концерт прошёл в мае того же года в Малом театре.
В 2004 году по просьбе итальянского певца Адриано Челентано приняла участие в записи его альбома «C'è sempre un motivo», исполнив вместе с ним ремейк известной композиции «Il ragazzo della via Gluck»..
В 2005 году впервые выступила в Сибири — в Иркутске, Красноярске и Новосибирске, вернулась в эти города в 2007 году. Начиная с 2005 года, объехала с концертами практически всю Россию, выступала во Владивостоке, Хабаровске, Уфе, Челябинске, Тюмени, Перми, Ярославле и многих других городах.
Во время гастролей в Австралии в 2008 году Эвора перенесла инсульт. В 2009 году она выпустила свой последний альбом «Nha Sentimento», записанный в Миндело и Париже. В 2009 году Сезария Эвора стала рыцарем Почётного легиона, получив награду из рук министра культуры и коммуникаций Франции Кристин Албанель, став первой жительницей Кабо-Верде, удостоенной этой награды. В 2010 году Эвора исполнила серию концертов, последний из которых был в Лиссабоне 8 мая. 10 мая того же года у неё случился сердечный приступ и ей была проведена операция на открытом сердце в Париже. Из-за проблем со здоровьем певице пришлось отменить все свои концертные выступления до конца года.
В 2011 году она вернулась к гастрольной деятельности, выступив в апреле с концертами в Перми, Нижнем Новгороде, Москве, Архангельске. 5 апреля на пресс-конференции в Нижнем Новгороде отказалась спеть из-за непривычного для неё холода. В сентябре 2011 года Эвора объявила о завершении певческой карьеры.
17 декабря 2011 года Сезария Эвора скончалась в Кабо-Верде в возрасте 70 лет. Причины смерти — сердечно-лёгочная недостаточность и артериальная гипертензия. В связи с её смертью в Кабо-Верде был объявлен трёхдневный национальный траур.

## Награды
- Сезария Эвора является двукратной обладательницей французской музыкальной награды — «Виктуар де ля мюзик» (в 2000 году за альбом Café Atlantico и в 2004 году за альбом Voz d’Amor).
- Пять раз она была номинирована на «Грэмми» (альбом «Cesária» в 1995, альбом «Cabo Verde» в 1997, альбом «Miss Perfumado» в 1999, альбом «Café Atlantico» в 2000, альбом «Café Atlantico» в 2001), один раз стала лауреатом этой премии (за альбом «Voz d’Amor» в 2004)[16].
- 6 февраля 2009 года Сезария Эвора награждена французским орденом Почётного легиона[17].

## Память
- В 2004 году российский певец Сергей Пенкин записал песню «Посвящение Сезарии Эвора», которая вошла в его альбом «Не забывай».
- Американская певица Мадонна исполняла песню Эворы «Sodade» во время своего тура «Madame X Tour» 2019—2020 годов, сначала сольно, а впоследствии с артистом из Кабо-Верде Дино Д’Сантьяго.
- 8 марта 2012 года один из трёх наиболее используемых аэропортов Кабо-Верде на острове Сан-Висенти был переименован в честь Сезарии Эворы (порт. Aeroporto Internacional Cesária Évora).
- Бельгийский рэпер Stromae посвятил ей песню «Ave Cesaria», альбом «Racine Carrée» (2013).
- 18 июня 2014 года её именем была названа небольшая новая улица в XIX округе Парижа.
- 22 декабря 2014 года Банк Кабо-Верде представил новую серию банкнот, чествующих деятелей страны в областях литературы, музыки и политики, где на банкноте в 2000 эскудо была изображена Сезария Эвора.
- В честь певицы названы два вида фауны: бабочка Chilades evorae из семейства Lycaenidae по имени, обитающая на острове Санту-Антан, и морская улитка Aegires evorae, обитающая в северо-восточной части острова Сал.

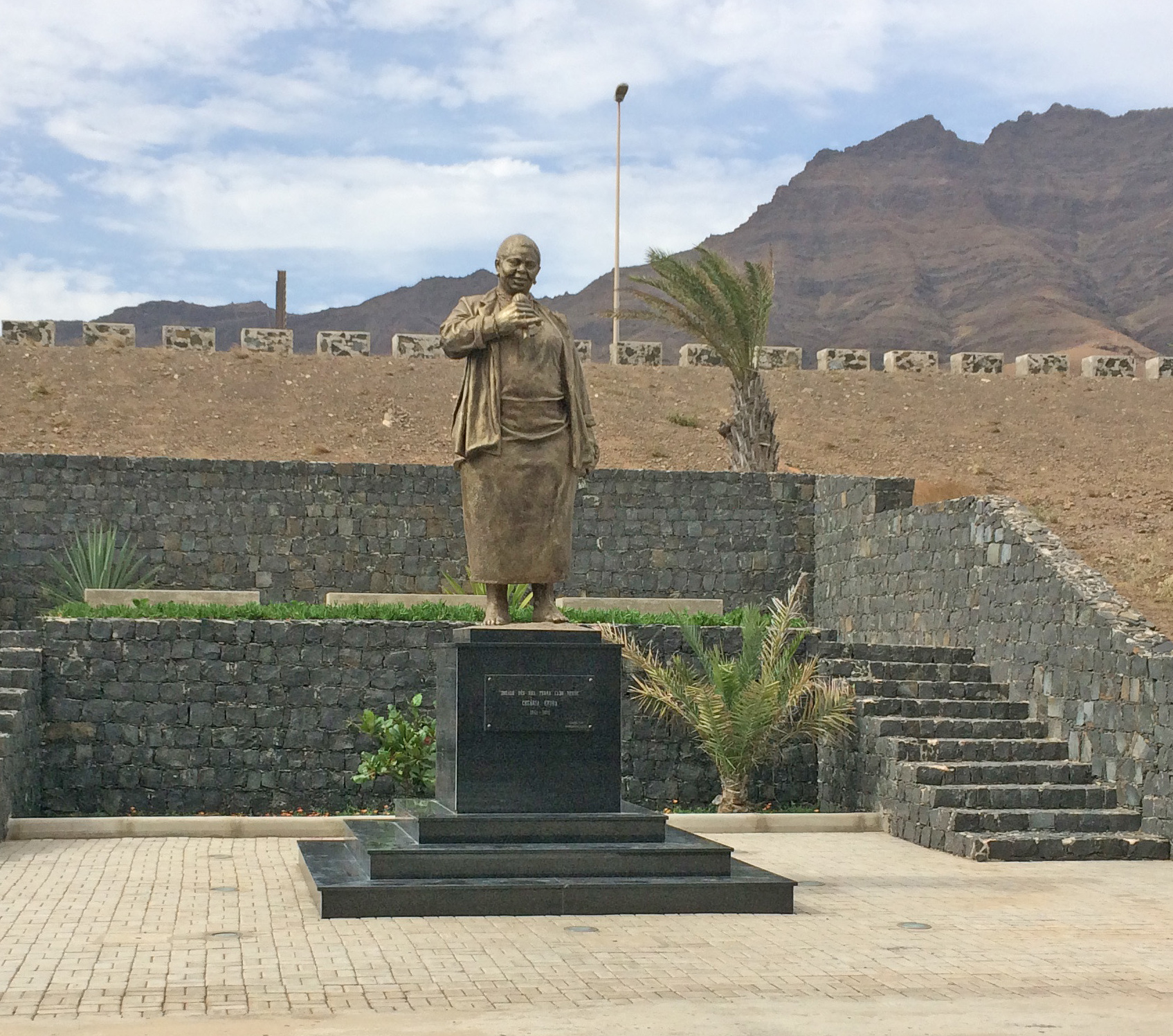
Памятник Эворе в аэропорту Кабо-Верде
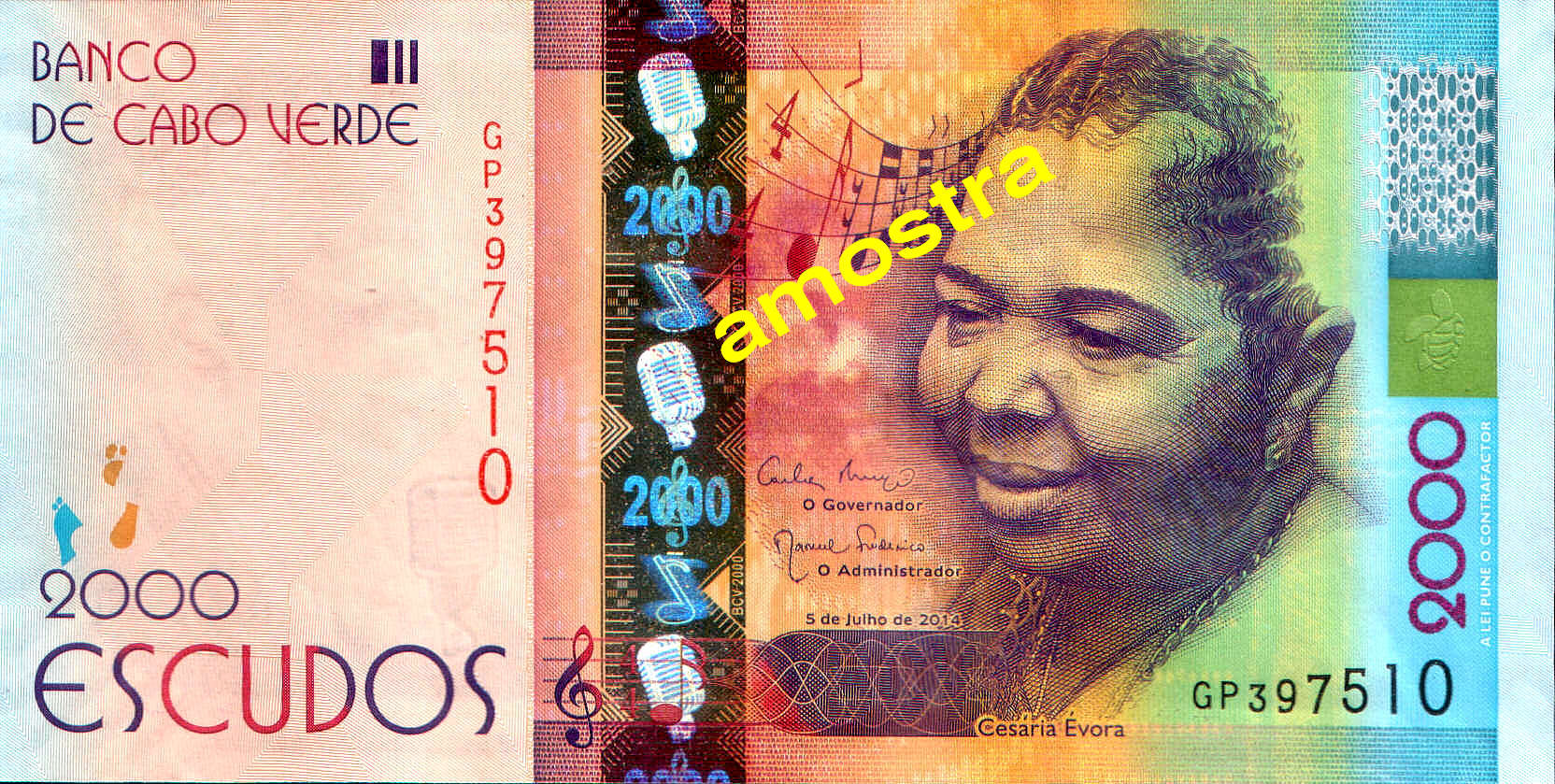
Эвора на банкноте Кабо-Верде в 2000 эскудо
Граффити в Минделу с изображением певицы
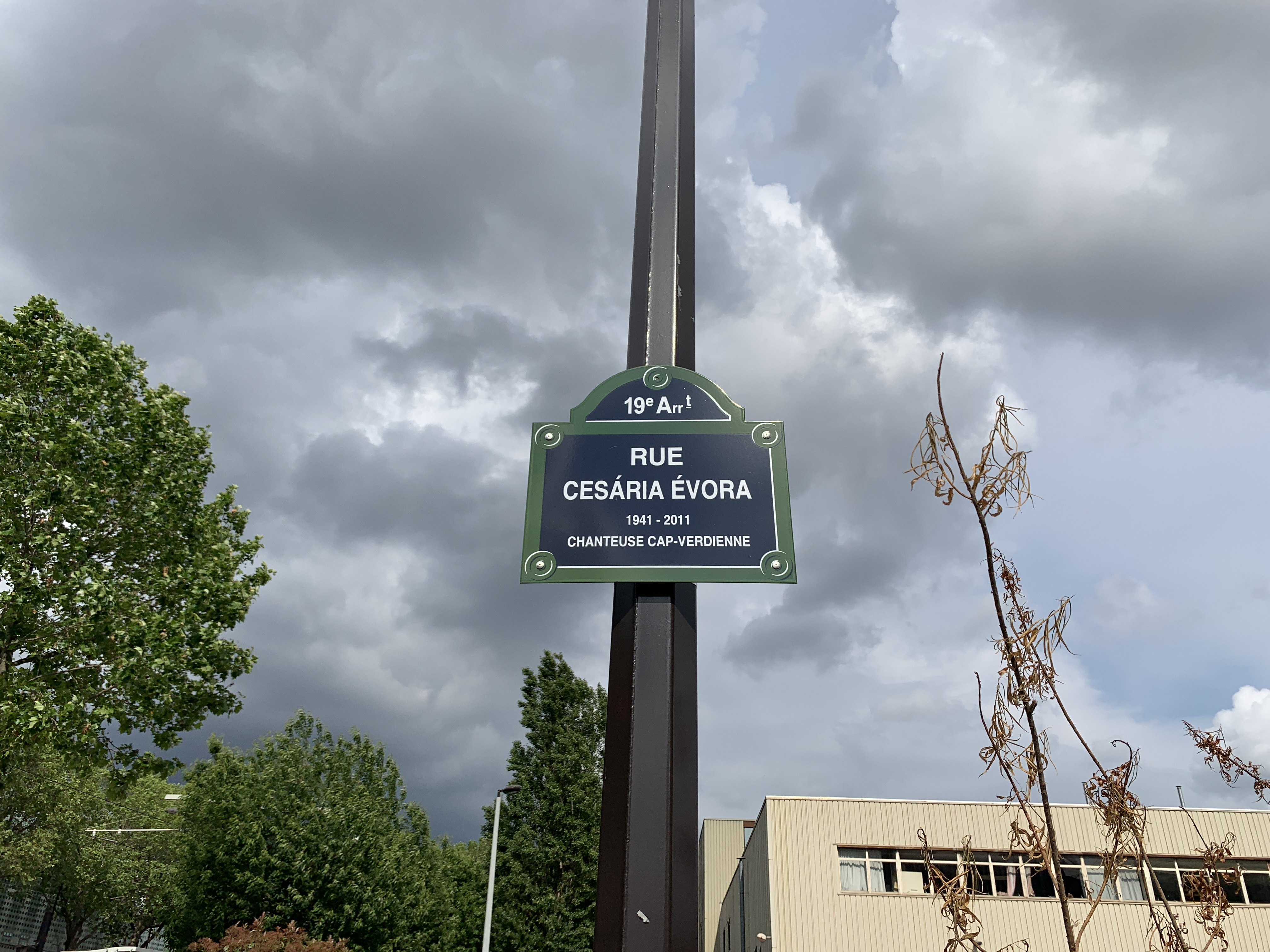
Улица Сезарии Эворы в Париже

## Дискография
- 1987 — Distino di belita
- 1988 — La Diva Aux Pieds Nus (рус. Босоногая дива)
- 1990 — Distino de Belita (рус. Судьба красавицы)
- 1991 — Mar Azul (рус. Лазурное море)
- 1992 — Miss Perfumado (рус. Благоухающая девушка)
- 1994 — Sodade (рус. Щемящая тоска, или «Саудаде»)
- 1995 — Cesária (рус. Сезария)
- 1997 — Cabo Verde (рус. Кабо-Верде)
- 1999 — Café Atlântico (рус. Кафе Атлантику)
- 1999 — Mar Azul
- 1999 — Cesaria Evora Remixes
- 1999 — Best Of (рус. Избранное)
- 2001 — São Vicente de Longe (рус. Сан-Висенти издалека)
- 2003 — Voz de Amor (рус. Голос любви)
- 2006 — Rogamar (рус. Ода морю)
- 2009 — Nha Sentimento (рус. Моё чувство)
- 2013 — Mae Carinhosa (рус. Любящая мать)